# Giovanni Lodetti
Giovanni Lodetti (né le 10 août 1942 à Caselle Lurani dans la province de Lodi en Lombardie et mort le 22 septembre 2023) est un footballeur italien, qui évoluait au poste de milieu de terrain.

## Biographie
Né à Caselle Lurani dans la province de Lodi, Giovanni Lodetti est le fils d'un charpentier et, avant sa carrière sportive, il a travaillé à l'âge de 14 ans dans une entreprise de mécanique.
Giovanni Lodetti commence sa carrière à l' AC Milan en 1961, à l'âge de 19 ans. Il remporte le championnat d'Italie avec les « Rossoneri » en  1962 et  1968, et la  Coupe d'Italie de 1967.
Il remporte trois coupes d'Europe avec le Milan, la Coupe d'Europe des Clubs Champions de 1963 puis en 1969, ainsi que la Coupe d'Europe des vainqueurs de coupe de 1968. En 1970, il rejoint la Sampdoria Gênes pendant quatre ans, et termine sa carrière à l' US Foggia (deux ans) et au Novara Calcio (deux ans),.
En équipe nationale, Giovanni Lodetti débute avec l'Italie en 1964. Il participe à la Coupe du monde 1966 en Angleterre et est éliminé avec l'équipe en phase de groupes. Aux Championnats d'Europe de 1968 en Italie, avec l'équipe dirigée par Ferruccio Valcareggi, il remporte le titre.
Giovanni Lodetti est mort le 22 septembre 2023 à l'âge de 81 ans.

## Parcours
- 1954-70 :  Milan AC (216 matches/16 buts)
- 1970-74 :  Sampdoria Gênes
- 1974-76 :  US Foggia
- 1976-78 :  Novare Calcio

- International italien (17 matches/2 buts)

## Palmarès
- Championnat d'Italie : 1962, 1968
- Coupe d'Italie : 1967
- Coupe d'Europe des clubs champions : 1969
- Coupe des coupes : 1968
- Coupe intercontinentale : 1969
- Championnat d'Europe des nations : 1968